# Halicnemia azorica
Halicnemia azorica är en svampdjursart som beskrevs av Topsent 1928. Halicnemia azorica ingår i släktet Halicnemia och familjen Heteroxyidae. Inga underarter finns listade i Catalogue of Life.